# Kærlighedsfrygt
Udtrykket kærlighedsfrygt kan anvendes til at beskrive en særlig form for svær kronisk generthed. Personer med kærlighedsfrygt har svært ved at optræde selvsikkert i uformelle sociale situationer, hvor der optræder potentielle romantiske eller seksuelle partnere. For eksempel vil en heteroseksuel mand med kærlighedsfrygt have svært ved at konversere med en kvinde. Ordet kærlighedsfrygt stammer fra det engelske love-shy, der sandsynligvis blev opfundet af psykologen Brian G. Gilmartin, som forskede i fænomenet blandt heteroseksuelle mænd. 

## Resultater af Gilmartins forskning
Ifølge Gilmartin kan personer af alle aldre, alle seksuelle orienteringer og begge køn lide af kærlighedsfrygt. Dog er det ifølge Gilmartin sådan, at kærlighedsfrygt er et særligt stort problem for heteroseksuelle mænd. På grund af kønsrollerne i den vestlige verden, kan kvinder og homoseksuelle mænd stadig opnå intime forhold, selvom de intet initiativ tager. Det er lige så sandsynligt, at en kvinde med kærlighedsfrygt vil kunne få kærester, blive gift og få børn, som en uden. Således forholder det sig ikke for heteroseksuelle mænd. Heteroseksuelle mænd med kærlighedsfrygt har derfor normalt ikke held til at indlede nogen uformel social kontakt til kvinder. De kan ikke få kærester, blive gift eller få børn, og mange af dem oplever aldrig nogen form for seksuel kontakt med andre.
Gilmartin noterer sig, at mænd med kærlighedsfrygt ofte af andre bliver antaget for at være homoseksuelle, på grund af deres tilsyneladende manglende interesse i kvinder. Ligeledes anfører han, at mange heteroseksuelle mænd med kærlighedsfrygt ikke er interesserede i venskaber med andre mænd. Dette, kombineret med deres manglende kontakt til kvinder, fører til følelser af ensomhed, fremmedgørelse og depression. 
Gilmartin anslår, at omkring 1,5 % af den mandlige befolkning lider af kærlighedsfrygt. Ifølge Gilmartin er kærlighedsfrygt, ligesom de fleste andre menneskelige psykologiske egenskaber, resultatet af en blanding af biologiske (genetiske) og miljømæssige (kulturelle, familiære, religiøse, etc.) faktorer.

## Kærlighedsfrygt og psykiske lidelser
Kærlighedsfrygt er ikke anerkendt som en psykisk lidelse. Alligevel har den visse karakteristika til fælles med almindeligt anerkendte psykiske lidelser. Ligesom personer med socialfobi føler personer med kærlighedsfrygt sig ofte dårligt tilpas i sociale situationer, ligesom de også ofte undgår muligheder for social kontakt. Deres manglende evne til at fungere i sociale sammenhænge har visse ligheder med Aspergers syndrom. For eksempel udvikler personer med kærlighedsfrygt sjældent ligeværdige venskaber.
Andre iagttagelser af Gilmartin
- Mænd med kærlighedsfrygt er mere tilbøjelige til at lide af allergi og forkølelse end normale mænd
- Mange mænd med kærlighedsfrygt føler at kvinder er mere privilegerede end mænd
- Mænd med kærlighedsfrygt er sjældent interesserede i sport
- De er sjældent interesserede i at få mandlige venner
- De udvikler ofte en interesse i kvinder på et tidligere stadie end normalt
- Et overraskende højt antal af mændene med kærlighedsfrygt i Gilmartins undersøgelse sagde, at hvis de skulle have børn, ville de have døtre, og ikke sønner.